# Flugplatz Damgarten

i7
i11
i13
Der Flugplatz Damgarten (früher: Fliegerhorst Pütnitz) ist ein ehemaliger Militärflugplatz im Landkreis Vorpommern-Rügen in Mecklenburg-Vorpommern. Er wurde in den 1930er Jahren von der Luftwaffe der Wehrmacht angelegt und von ihr bis zum Ende des Zweiten Weltkriegs betrieben. Anschließend wurde er von den sowjetischen Luftstreitkräften übernommen, die ihn bis zu ihrem Abzug aus dem wiedervereinigten Deutschland im Jahr 1994 durch Einheiten der 16. Luftarmee ebenfalls militärisch nutzten.

## Geschichte

### Nutzung durch die Luftwaffe

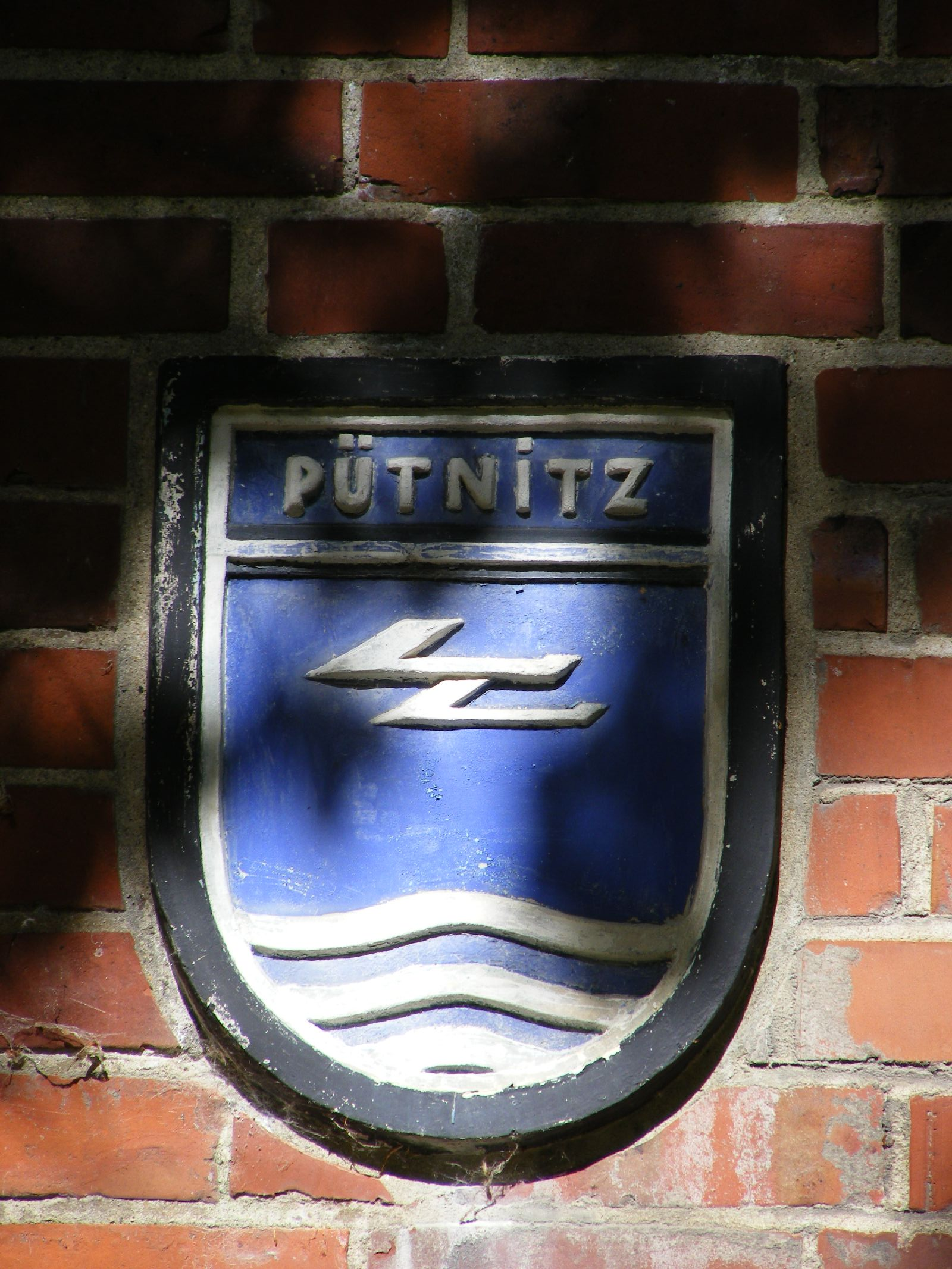
Wappen der Flugzeugführerschule Pütnitz an einem Gebäude des Flugplatzes

Die Arbeiten an einem kombinierten Land- und Seefliegerhorst begannen 1935 auf einem Teilbereich des am Ostufer des Ribnitzer Sees gelegenen Gut Pütnitz. Es entstanden unter anderem eine betonierte Startbahn mit 1325 Metern Länge und 80 Metern Breite sowie mehrere Wartungshallen im West- und Nordwestbereich. Im Westteil befand sich die Seeflugstation, die über fünf große Hallen, eine Werfthalle und über zwei „Ablaufbahnen“ für Wasserflugzeuge verfügte, die direkt in den Bodden mündeten. Das Vorkommando der als zukünftiger Nutzer in Warnemünde aufgestellten  Fliegerhorstkommandantur (See) Pütnitz verlegte am 1. April 1936 auf den Standort, gleichzeitig verlegte die Flugzeugführerschule (See) von Travemünde-Priwall ebenso nach Pütnitz. Der Schulbetrieb begann unter der Bezeichnung Flugzeugführerschule (See) Pütnitz, jedoch wurde die Einheitenbezeichnung später mehrfach geändert. Des Weiteren waren andere Einheiten wie die Blindflugschule 4, Teile der Fliegerergänzungsgruppe (See) und die 9. Seenotstaffel wenigstens zeitweise in Pütnitz stationiert. Teile des Flugplatzes wurden von den auf der gegenüberliegenden Seite des Saaler Boddens liegenden Bachmann-Werken, die als Reparaturbetrieb der Ernst Heinkel Flugzeugwerke fungierten, für ihren Einflugbetrieb genutzt. Der Transport der Flugzeuge zwischen Werk und Flugplatz erfolgte dabei über den Bodden. Die Bachmann-Werke pachteten 1939 zusätzlich zwei Hallen auf dem Fliegerhorst, um dort He-59-Aufklärer zu Seenotrettungsflugzeugen umzubauen. Ab 1941 wurden auf dem Platz und im Reparaturbetrieb zunehmend Zwangsarbeiter, Kriegsgefangene und KZ-Häftlinge eingesetzt.
In den letzten Kriegstagen wurde Pütnitz kurzzeitig zum Frontflugplatz. Am 28. April 1945 verlegte die III. Gruppe des Jagdgeschwaders Udet dorthin und flog noch an den zwei darauffolgenden Tagen einige Einsätze, bevor sie sich in westlicher Richtung absetzte. Anfang Mai verließ die II. Gruppe des gleichen Verbandes als letzte Einheit den Platz, so dass die sowjetischen Truppen den Fliegerhorst Pütnitz am 2. Mai kampflos einnehmen konnten.

### Nutzung als Schiffswerft
Nach Kriegsende gab es auf dem Platz zunächst keine fliegerischen Aktivitäten. Die sowjetische Besatzungsmacht demontierte 1948 stattdessen im Zuge der Reparationsleistungen die zwei im Nordwesten liegenden großen Flugzeughallen sowie die Werfthalle der Seeflugstation und transportierte sie in die Sowjetunion. Unter Nutzung der Räumlichkeiten wurde im selben Jahr auf dem Gelände der Seestation die volkseigene „Boddenwerft“ errichtet. Bis September 1950 entstanden auf der Damgartener Boddenwerft hauptsächlich Kutter mit einer Länge von 17 (siehe 17-m-Kutter) und 24 Metern. Da die sowjetische Administration beschloss, das Gelände unter Nutzung der schon vorhandenen Infrastruktur wieder seinem ursprünglichen Zweck zuzuführen, verließ am 29. Dezember 1951 der letzte Kutter die Boddenwerft.

### Nutzung durch die sowjetischen Luftstreitkräfte

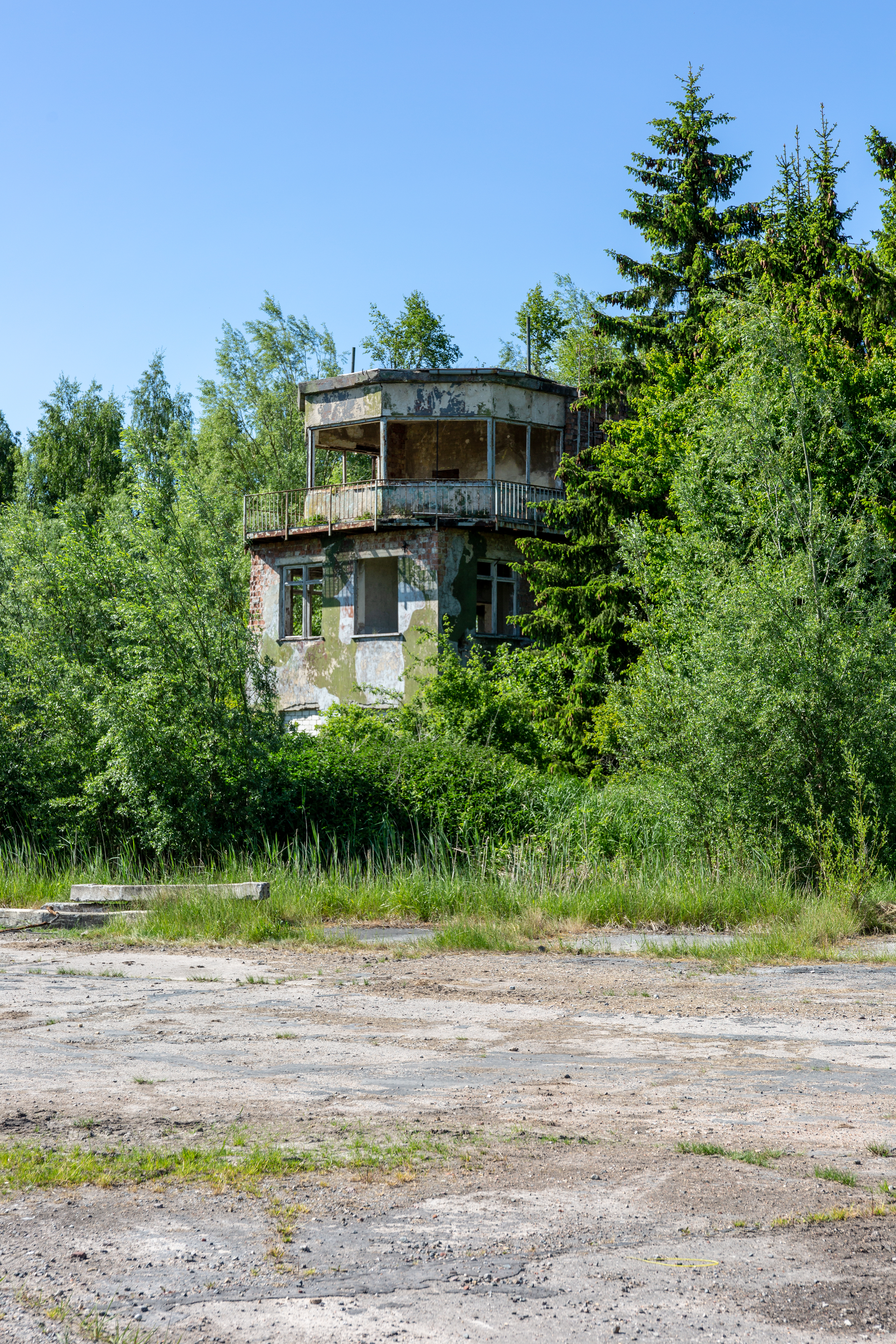
Ruine des Kontrollturms, 2018

Die Werft wurde geräumt und es begann die erste, bis 1952 andauernde Ausbauphase, die im Wesentlichen die Anlage einer zweiten, 2250 Meter langen Startbahn samt neuer Rollwege sowie einiger Flugzeug-Splitterboxen umfasste. Anschließend begann die Stationierung von verschiedenen Einheiten, hauptsächlich von Jagdflugzeugregimentern. Nachdem die beiden Städte Ribnitz und Damgarten 1950 zusammengeschlossen worden waren, wurde die offizielle Bezeichnung des Flugplatzes von Pütnitz zu Damgarten geändert.

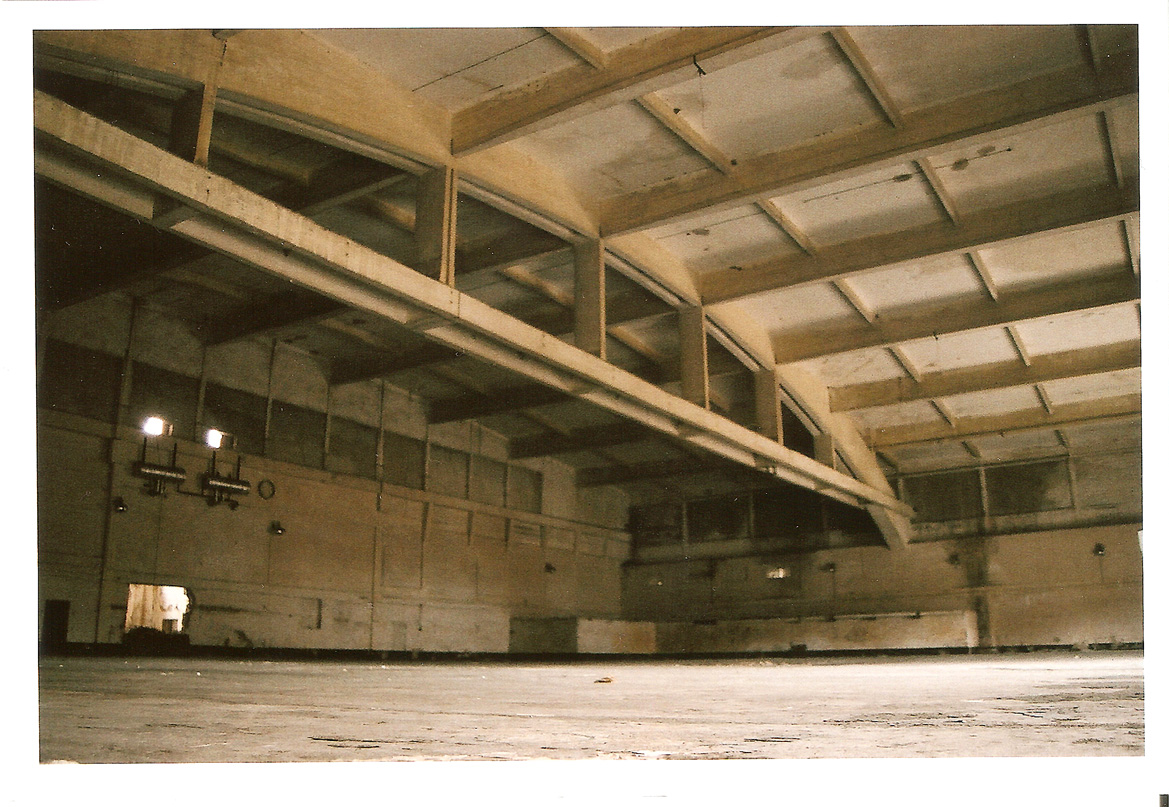
Innenansicht einer Halle der ehemaligen Seefliegerstation in heutigem Zustand

In den 1960ern begann eine zweite Ausbau- und Sanierungsphase. Vom März bis September 1961 erfolgte eine Startbahnverlängerung auf 2500 Meter. Von 1968 bis 1970 wurde in Reaktion auf die Erfahrungen des Sechstagekrieges wie auf allen Flugplätzen der 16. Luftarmee der Bau von Flugzeugbunkern und eines Munitionsbunkers durchgeführt. Zunehmend wurde Damgarten als Ausgangspunkt für Luftschießübungen, die über der Ostsee stattfanden und an denen auch Truppenteile anderer Warschauer Vertragstaaten teilnahmen, genutzt. So lagen auf dem Flugplatz zwischenzeitlich auch polnische, ungarische und NVA-Jagdflugzeuge. Auch waren deshalb sogenannte Zieldarstellungsketten stationiert. Eine letzte Startbahnverlängerung auf 2600 Meter wurde in den 1970ern beschlossen, wie auch der Bau eines weiteren Munitionslagers vom Typ Granit. Ab den 1980ern wurde die alte, noch aus den 1930ern stammende Startbahn bis 1991 nur noch als Vorstartlinie für die stationierten Zieldarsteller genutzt. Eine für Beginn der 1990er geplante Grundsanierung des Platzes wurde durch die politischen Ereignisse verhindert. Nachdem die letzten Flugzeuge im Juni 1994 Damgarten in Richtung Russland verlassen hatten, wurde der Flugplatz nach der Übergabe von den deutschen Behörden zur Konversionsfläche erklärt und anschließend geschlossen.
Folgende sowjetische Einheiten waren in Damgarten stationiert (ohne Zwischenbelegungen):
| Von         | Bis            | Einheit                                                               | Ausrüstung                                                        | Anmerkungen                                                                          |
| ----------- | -------------- | --------------------------------------------------------------------- | ----------------------------------------------------------------- | ------------------------------------------------------------------------------------ |
| Mai 1945    | Juni 1945      | 215. Jagdfliegerdivision (IAD, Stab)                                  | k. A.                                                             |                                                                                      |
| 1951        | 1953           | 263. Jagdfliegerdivision, Stab 43. und 899. Jagdfliegerregiment (IAP) | Mikojan-Gurewitsch MiG-15                                         |                                                                                      |
| 1953        | 1993           | 16. Gardejagdfliegerdivision (16. Gw IAD, Stab)                       | Antonow An-2, An-14, Mil Mi-9                                     |                                                                                      |
| August 1953 | September 1953 | 20. Gardejagdfliegerregiment                                          | MiG-15                                                            |                                                                                      |
| 1953        | 1956           | 19. Gardejagdfliegerregiment                                          | MiG-15                                                            |                                                                                      |
| 1954        | 1994           | 773. Jagdfliegerregiment                                              | MiG-15, MiG-17, Jakowlew Jak-28, später MiG-21, MiG-23 und MiG-29 | Teil der 16. Gw IAD, am 11. April 1994 nach Andreapol verlegt, im Mai 1994 aufgelöst |
| 1977        | 1990           | 65. Selbstständige Schleppfliegerstaffel (65. OBAE)                   | Iljuschin Il-28 später MiG-23, Suchoi Su-25 und Aero L-39         | Nutzung als Zieldarstellungskette                                                    |
| 1982        | 1986           | 74. Selbstständige Schleppfliegerstaffel                              | IL-28                                                             | Nutzung als Zieldarstellungskette                                                    |

## Heutige Nutzung
Die erhaltenen Hallen der am Ribnitzer See gelegenen Seefliegerstation beherbergen seit 2003 das Technikmuseum Pütnitz. Die östlich davon befindlichen Betriebsflächen werden nicht mehr genutzt. Weitere Teile werden in der Regel jährlich durch das Pangea Festival genutzt.

## Zwischenfälle
- Am 29. Mai 1958 zwangen zwei MiG-17 des 773. Jagdfliegerregiments (773. IAP) der Gruppe der Sowjetischen Streitkräfte in Deutschland ein der Second Allied Tactical Air Force unterstelltes belgisches Aufklärungsflugzeug RF-84F Thunderflash, das, laut Pilot Martin Paulus, nach einem wetterbedingten Orientierungsverlust in den Luftraum der DDR eingedrungen war, auf dem Flugplatz Damgarten zur Landung. Leutnant Paulus wurde auf Bitte der belgischen Regierung nach zwei Wochen freigelassen. Das Flugzeug mit dem Kennzeichen H8 N aus dem Bestand der 42. Aufklärungsstaffel wurde anschließend von Angehörigen des JG-1 der NVA zerlegt und Ende Juni auf dem Landweg nach Belgien rücküberführt.[4]
- Am 31. August 1970 zwangen MiG-21 des 773. IAP eine Cessna 182 (Kennzeichen: D-ELVW), die bei Lübeck die innerdeutsche Grenze überflogen hatte, in Damgarten zur Landung.